# Asha Bhosle
Asha Bhosle, (Marathi: आशा भोंसले, født 8. september 1933 i Bombay) er en indisk sangerinde. Hun har sunget på soundtracks til utallige Bollywood-film. Hun har været aktiv sangerinde i mere end 70 år og har indspillet over 13.000 sange (optaget i Guiness Book of World Records). Den formentlig mest kendte præstation er hendes medvirken i Boy Georges "Bow Down Mister". En anden af hendes mere kendte sange er "Dum Maro Dum" fra 1973. I 1999 fik gruppen Cornershop en stor hitsingle med sangenen "Brimful of Asha", som var en hyldest til hende.